# In Oranje
In Oranje é um filme de drama neerlandês que conta a história do menino chamado Remco que tem o sonho de jogar pela Seleção Neerlandesa de Futebol.

## Elenco
- Yannick van de Velde - Remco van Leeuwen
- Wendy van Dijk - Sylvia van Leeuwen
- Thomas Acda - Erik van Leeuwen
- Peter Blok - Arend Te Pas
- Dionicho Muskiet - Winston Mijnals
- Chrisje Comvalius - Avó Winston
- Valérie Dupont - Lisa van Leeuw
- Maaike Polder - Anneke
- Sterre Herstel - Suzan van Leeuwen
- Porgy Franssen - Doutor Vlieberg
- Pepijn Gunneweg - Ajudante da loja
- Ton Kas - Detetive
- Pim Muda - Detetive

## Reconhecimentos
- Young Artist Award de melhor performance numa longa-metragem internacional[1]
- Prêmio Gouden Film do Festival de Cinema dos Países Baixos e Fundo do Cinema Neerlandês[2]
- Melhor filme no Festival Infantil de Cinema Japonês[3]